# Reformierte Kirche Santa Trinità (Castasegna)

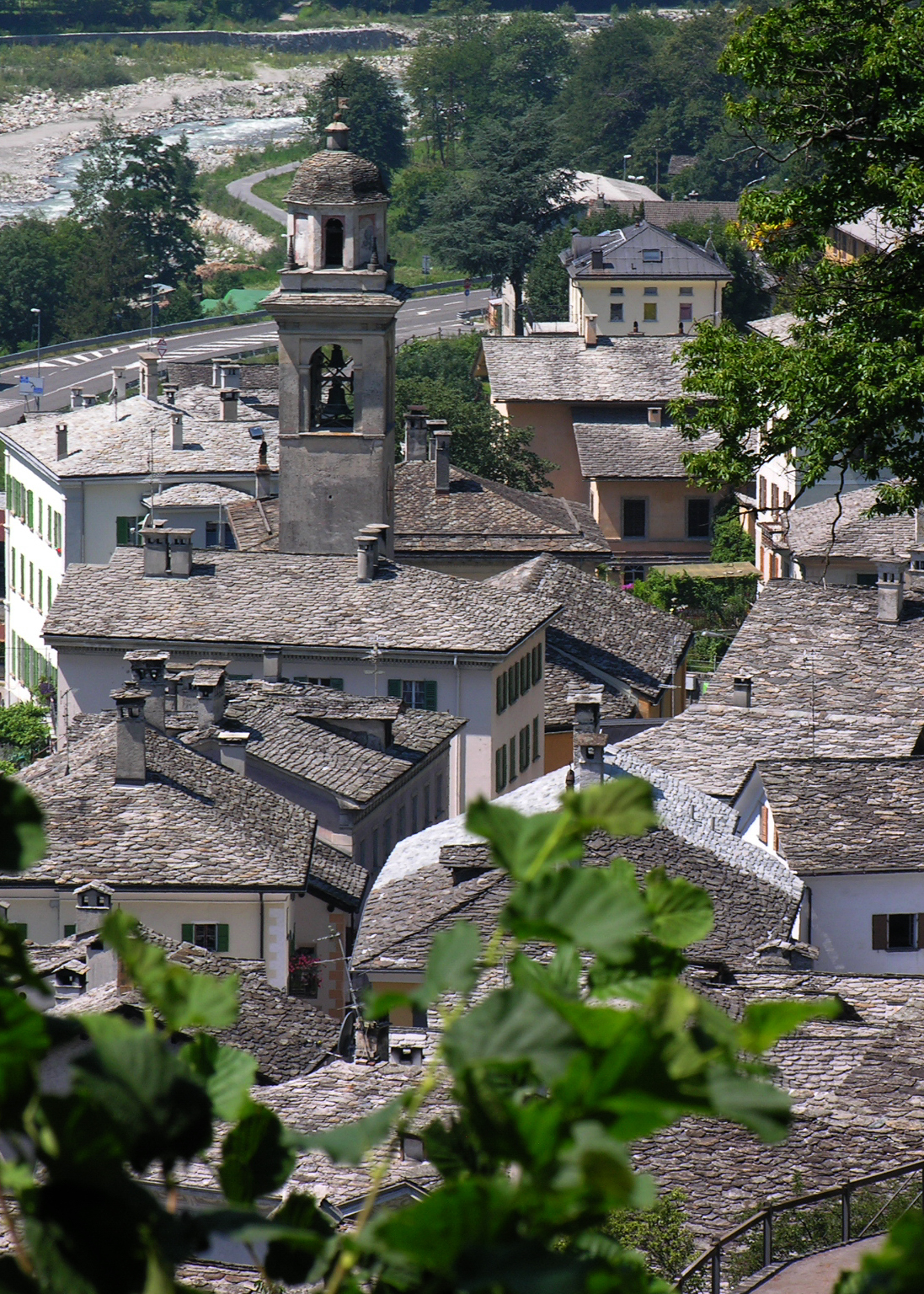
Die Kirche als dorfbildprägendes Gebäude

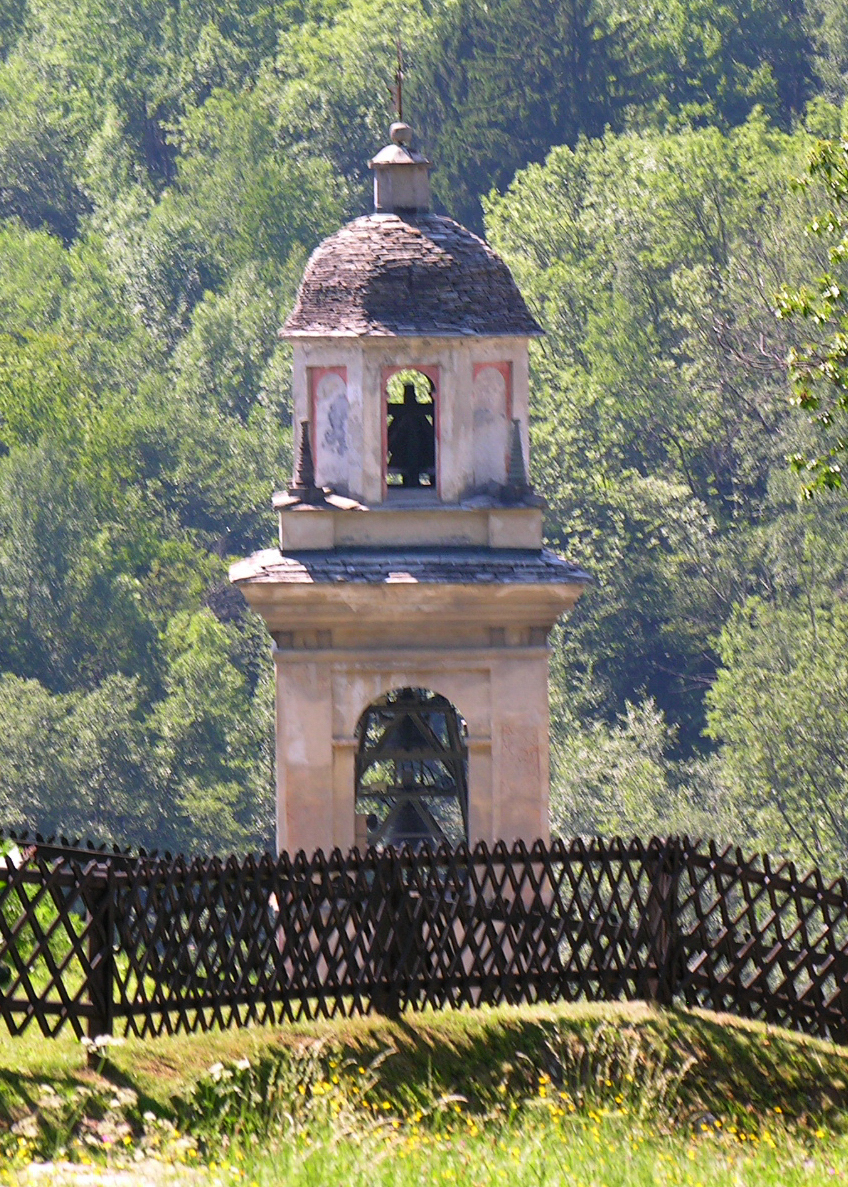
Der Kirchturm von Santa Trinità mit offener Glockenstube

Die reformierte Kirche Santa Trinità (italienisch für «Heilige Dreieinigkeit») in Castasegna im Bergell an der Grenze zu Italien ist ein evangelisch-reformiertes Gotteshaus unter dem Denkmalschutz des Kantons Graubünden. Neben ihr besteht im Dorf noch eine weitere reformierte Kirche, San Giovanni.

## Geschichte und Ausstattung
Die Kirche Santa Trinità wurde nach Ende der Bündner Wirren 1658–60 als grosser Sakralbau im Stil des Barock errichtet und löste die für die vielen neu sesshaft gewordenen Glaubensflüchtlinge aus Italien zu klein gewordene Kirche San Giovanni Battista als Predigtstätte ab. Der Turm trägt einen oktogonalen Aufsatz und wurde 1675 errichtet. Die zugehörige Turmuhr wurde 1678 eingebaut.  
1972 stürzten im Zuge von Renovationsarbeiten Teile des Gewölbes ein. Daraufhin entschied man sich zu einer neuartigen Konstruktion und gegen eine historische Kopie. Der gottesdienstlich nutzbare Kirchenraum bildet nun den ersten Stock des Gebäudes, während sich im Erdgeschoss ein Kirchgemeindesaal befindet.

## Kirchliche Organisation
Castasegna gehört mit den anderen reformierten Bergeller Dörfern innerhalb der Evangelisch-reformierten Landeskirche Graubünden zur Kirchgemeinde Bergell/Bregaglia.  
Koordinaten: 46° 20′ 1,9″ N, 9° 30′ 58,2″ O; CH1903: 759953 / 133503